# Русские в Абхазии
Русские в Абхазии — 9,17 % населения (22 077 человек) по переписи 2011 года; 10,9 % населения (23 420 человек) по переписи 2003 года (наибольшей доля русских была по переписи 1959 года, превышая 20 %); проживают в большинстве своем в Сухуме и Гагрском районе (примерно по 20 % населения данных административно-территориальных единиц в 2003 г.; в данных единицах территориального деления проживало менее 40 % населения республики, но примерно 70 % русского населения РА). В Грузинской ССР Абхазская АССР была местом наибольшей концентрации русского населения, превышая среднюю долю русских в республике почти в два раза. Сходная доля русских наблюдалась только в столице Грузии — г. Тбилиси. В результате военных действий начала 90-х годов абсолютная численность русских на территории Абхазии сократилась с 74 до 23 тыс., однако из-за более интенсивного выбытия грузин процент русских в Абхазии сократился не так значительно, как в Грузии, с 14 % до 10 %.

## Расселение и возрастная структура
В начале XXI века численность русских в республике стабилизировалась, и даже наметился рост русской общины в Сухуме (между переписями 2003 и 2011 годов). В 2016 году национальность учеников школ Абхазии распределилась следующим образом: абхазы – 14 234, грузины – 4 743, армяне – 4 548, русские – 2 097, греки – 119, прочие национальности – 879. Русские школьники составляют 8% учеников Абхазии в 2016.

## Русский язык в Абхазии
В значительной части школ Абхазии преподавание ведётся на русском языке, который согласно статье 6 конституции РА признаётся языком государственных и других учреждений наряду с государственным (абхазским).

## Внешние ссылки
- Организации российских соотечественников в Абхазии на портале Института стран СНГ
- Организации российских соотечественников в Абхазии на портале Международного совета российских соотечественников